# Antonín Bartoň
Antonín Bartoň   (Vysoké nad Jizerou, 12 de desembre de 1908 - Vysoké nad Jizerou, 9 de setembre de 1982) fou un esquiador de fons, esquiador de combinada nòrdica i saltador amb esquís txec que va competir sota bandera txecoslovaca durant la dècada de 1930.
El 1932 va prendre part en els Jocs Olímpics d'Hivern de Lake Placid. Va disputar dues proves del programa d'esquí de fons. Va finir en desena posició a la cursa dels 50 quilòmetres i en la setzena a la dels 18 quilòmetres. Fou sisè en la combinada nòrdica i vint-i-unè en la prova del salt amb esquís. En el seu palmarès destaquen dues medalles de plata al Campionat del Món d'esquí nòrdic de 1933, en els 4x10 km i en la combinada nòrdica.